# Laurent Nkunda
Laurent Nkunda, Laurent Nkundabatware ou Laurent Nkunda Batware (Mirangi, Rutshuru, Quivu do Norte, 2 de fevereiro de 1967) é um ex-general das Forças Armadas da República Democrática do Congo, e é o ex-líder da facção rebelde que opera na província de Quivu do Norte, solidário aos tútsis congoleses e ao governo de Ruanda, dominado pelos tútsis. Nkunda comandou as 81ª e 83ª brigadas das tropas das Forças Armadas da República Democrática do Congo. Ele domina as línguas inglês, francês, suaíli e quiniaruanda. No início de 2009, Nkunda foi capturado durante uma operação conjunta entre as Forças Armadas do Congo-Quinxassa e de Ruanda.

## Vida pessoal
Nkunda tem seis filhos, sendo o mais velho com 18 anos de idade. Antes de se juntar à carreira militar, Nkunda estudou psicologia na Universidade de Quissangane, e então começou a lecionar numa escola na cidade de Kichanga. Diz-se que ele admirava líderes como Mahatma Gandhi e George W. Bush.

### Crenças religiosas
Nkunda foi ordenado como pregador e ministro cristão. Segundo ele, a maior parte de suas tropas converteu-se ao Cristianismo. No documentário Blood Coltan, sobre o real custos de telefones celulares, Nkunda mostra orgulhosamente um botom que ele usa, onde está escrito "Rebeldes de Cristo". Segundo o próprio Nkunda, ele é um pastor da Igreja Adventista do Sétimo Dia. Também diz que recebe ajuda e conselhos do grupo religioso americano "Rebeldes de Cristo", que visita regularmente o país pregando o Cristianismo Pentecostal. No entanto, a Igreja Adventista do Sétimo Dia nega que Nkunda esteja ligado à igreja.

## Carreira política e militar

### Genocídio em Ruanda (1994–1995)
Durante o Genocídio do Ruanda, o ex-estudante de psicologia viajou para Ruanda, juntando-se à Frente Patriótica Tútsi-Ruandense, que estava lutando contra as Forças Armadas da Ruanda, as forças armadas responsáveis pelo genocídio, liderado pelo governo controlado pelos hútus.

### Primeira Guerra do Congo (1997–1998)
Após a vitória da Frente Patriótica da Ruanda, que se tornou o novo governo do Ruanda, Nkunda retornou à República Popular do Congo. Durante a Primeira Guerra do Congo, ele combateu juntamente com Laurent-Désiré Kabila, que derrotou com sucesso Mobutu.

### Segunda Guerra do Congo (2000–2003)
Durante o início da Segunda Guerra do Congo, Nkunda juntou-se, e tornou-se um major no Reagrupamento Congolês para a Democracia, e lutou ao lado das forças de Ruanda, Uganda, Burundi, e de outras forças militares tútsis.

### Carreira no Exército e rebelião (2007)
Em 2003, com o término oficial da guerra, Nkunda juntou-se ao novo exército nacional integrado do governo de transição da República Democrática do Congo como Coronel, e em 2004, foi promovido a General. No entanto, logo rejeitou a autoridade governamental, e retirou-se com algumas tropas RCD e de Goma para as florestas de Masisi, na província de NQuivu do Norte, onde ele instalou um foco de rebelião contra o governo de Joseph Kabila. Nkunda disse estar defendendo os interesses da minoria tútsi no leste da República Democrática do Congo, que estavam sujeitos a ataques hútus, que tinham fugido após o seu envolvimento com o Genocídio do Ruanda. Esta guerra ficou conhecida como Conflito de Quivu.

### Formando um governo
Em agosto de 2007, a área sob o controle de Nkunda cobria os territórios ao norte do Lago Quivu, na província de Quivu do Norte, nos territórios de Masisi e Rutsuru. Nesta área, Nkunda estabeleceu seu quartel-general, construindo a infraestrutura necessária e desenvolvendo instituições de ordem. Nkunda estabeleceu uma organização política conhecida como Congresso Nacional para a Defesa do Povo.

### Conflitos em Quivu do Norte (2008)
Na guerra, que começou em 27 de outubro de 2008, conhecida como a Guerra do Quivu do Norte, Nkunda liderava os rebeldes tútsis que estavam se opondo ao Exército da República Democrática do Congo e às forças das Nações Unidas, que tem um contingente de mais de 17.000 soldados no país. Relata-se que Nkunda estava avançando com suas tropas numa tentativa de capturar a cidade de Goma, e o Exército do Congo-Quinxassa diz que Nkunda estava recebendo ajuda de Ruanda.
A guerra causou a retirada de 200.000 civis, trazendo o total de pessoas afetadas pelo Conflito de Quivu para mais de 2 milhões de pessoas, causando grande mal-estar civil e fome. As Nações Unidas chamam o conflito como "uma crise humanitária de dimensões catastróficas".
Numa entrevista ao BBC em 10 de novembro de 2008, Nkunda ameaçou atingir o governo da República Democrática do Congo se o presidente, Joseph Kabila, continuar a evitar negociações diretas.

### Direitos humanos
Com o passar dos anos, Nkunda esteve sob investigação e foi acusado por várias organizações de cometer abusos aos direitos humanos. Nkunda foi indiciado por crimes de guerra em setembro de 2008, e está sob investigação da Corte Penal Internacional.
De acordo com observadores dos direitos humanos, tais como a Refugees International, alega-se que as tropas de Nkunda cometeram assassinatos, estupros e saques nas povoações civis controladas pelos rebeldes; uma responsabilidade que Nkunda nega. A Anistia Internacional diz que suas tropas usaram crianças menores de 12 anos para servirem como soldados-criança.
Em maio de 2002, Nkunda foi acusado de massacrar 160 pessoas em Kisangani, levando ao Comissária dos Direitos Humanos das Nações Unidas, Mary Robinson, a pedir sua prisão após o sequestro e o linchamento de dois investigadores das Nações Unidas, realizados pelas tropas de Nkunda. Nkunda diz que as Nações Unidos ignoraram os ataques gerais contra tútsis na região durante o Genocídio do Ruanda em 1994.

### Soldados-criança
Nkunda refuta veementemente as acusações que declaram que ele recruta soldados-criança e dizem que ele usou mais de 2.500 "jovens soldados e que ainda está fazendo isso, que seria "ridículo" recrutar mais soldados. O contingente total das tropas de Nkunda é estimado entre 7 e 8 mil homens.

### Possível usurpação
Nkunda já foi usurpado na sua liderança pelo seu ex-amigo Bosco Ntaganda, que se tornou o novo representante do grupo. Os dois devem ter tido uma briga devido a um massacre realizado pelas tropas de Ntaganda.

### Captura e prisão
Nkunda foi capturado em 22 de janeiro após ter cruzado a fronteira com a Ruanda. Após tentativas malsucedidas de derrotar as tropas do Congresso Nacional para a Defesa do Povo, o Presidente da República Democrática do Congo, Kabila, realizou uma negociação com o Presidente do Ruanda, Kagame, para permitir que soldados ruandenses entrem na República Democrática do Congo para remover militantes FDLR em troca da extradição de Nkunda. As autoridades ruandenses ainda tem que dizer se Nkunda será extraditado para a República Democrática do Congo, que emitiu uma garantia internacional para a sua prisão. Um porta-voz militar da Ruanda disse que Nkunda foi preso após enviar três batalhões para repelir o avanço das tropas conjuntas das Forças Armadas da República Democrática do Congo e da Ruanda. As forças foram parte de uma operação conjunta entre as Forças Armadas da República Democrática do Congo e da Ruanda para caçar homens pertencentes a milícias hútus que operam no Congo-Quinxassa. Nkunda esta atualmente sendo mantido destrancado num local não divulgado pelas autoridades ruandenses. Um porta-voz militar de Ruanda disse, no entanto, que Nkunda está sendo mantido em Gisenyi, uma cidade no distrito de Rubavu, Província do Oeste.